# Chen Xinhua
Chen Xinhua (chiń. 陈新华; ur. 30 stycznia 1960) – chiński i angielski tenisista stołowy, mistrz olimpijski z Seulu w grze podwójnej, dwukrotny drużynowy mistrz świata.
Startował w igrzyskach olimpijskich w Atlancie w 1996 roku w barwach Wielkiej Brytanii, bez sukcesów.
Sześciokrotnie (w barwach Chin) zdobywał medale mistrzostw świata. Był dwukrotnie drużynowym mistrzem (1985, 1987) oraz dwukrotnym wicemistrzem świata w grze mieszanej.
Zdobywca Pucharu Świata (1985). Drużynowy wicemistrz Europy (1992).